# ICT University
ICT University est une université privée accréditée située à Yaoundé, au Cameroun. Elle vise à fournir les TIC et le développement des capacités humaines de gestion dans les pays en développement.

## Historique
ICT University débute en 2010 et dessert actuellement plus de 15 000 étudiants via des programmes sur site et en ligne dans le monde entier. L'Université produit des universitaires de niveau diplôme, licence, maîtrise et doctorat pour utiliser leurs recherches et leur formation pour résoudre les problèmes substantiels de leur pays.

## Programmes et départements
- Licence en sciences naturelles
- Licence en sciences comptables
- Licence en sciences en TIC
- Maîtrise ès arts en planification du développement régional
- Maîtrise ès science en statistiques appliquées
- Maîtrise ès science en technologies de l'information et de la communication
- Maîtrise ès Science en Systèmes d'Information et Réseaux
- Maîtrise ès sciences de la santé publique
- Maîtrise en sciences en télécommunication
- Maîtrise en gestion d'entreprise et développement durable
- Master en administration des affaires internationales
- Doctorat en santé publique
- Doctorat en administration des affaires
- Doctorat en administration des affaires pour le développement durable
- Doctorat en génie logiciel
- Doctorat en communication de données et réseaux
- Doctorat en Télécommunication
- Doctorat en technologies de l'information et de la communication[2]

## ICT University Foundation
L'ICT University Foundation est enregistrée et agréée aux États-Unis. C'est l'organe de financement de tous les campus de l'Université des TIC. Il finance également des dons d'équipements TIC, de laboratoires d'apprentissage en ligne et de bibliothèques en ligne pour de nombreuses universités de pays en développement en Afrique,. Le siège des campus africains est au Cameroun. Le campus camerounais de l'Université est accrédité par le ministère camerounais de l'enseignement supérieur en 2012.

## Centre de recherche
Le centre de recherche des professeurs Terry et Linda Byrd est hébergé par l'Université des TIC et c'est une institution de recherche qui examine, analyse, enquête, évalue, note et comprend les technologies dites exponentielles et leur utilisation pour faire progresser les affaires, la santé, l'éducation et bien-être général de l'humanité, en particulier dans la région de l'Afrique subsaharienne.
Le département de l'information et des communications de l'Université des TIC a créé le Centre d'études sur la cybersécurité des TIC en 2020 et propose des cours sur la cybersécurité et la confidentialité des données. Ces cours sont adaptés autour de la confidentialité, de l'intégrité et de la disponibilité et permettent aux diplômés d'obtenir potentiellement une certification de l'ISACA ou de l'ISC2.